# I Am American
I Am American è il secondo mixtape di Lil Jon registrato con Pastor Troy, pilastro del crunk di Atlanta.

## Tracce
1. K-Lee's Proud to be an American Intro
2. My Day
3. Ras's Proud to be an American
4. Click Clack
5. These Niggaz
6. White Meat
7. Don't Play That Shit
8. Crunker
9. Keep Ya Cool
10. International Pimp
11. Main Thang
12. Whoa Now
13. Hella Chrome
14. Stay on the Block
15. Perfect Team
16. Proud to Be American

## Critica
| Recensione su   | Giudizio |
| --------------- | -------- |
| All Music Guide | link     |